# Kungssången
Kungssången (Hoàng gia ca) là quốc ca Thụy Điển. Nó cũng được biết đến bởi dòng đầu tiên của nó, Ur svenska hjärtans djup en gång (tiếng Việt là: Một lần từ sâu thẳm trái tim người Thụy Điển). Mặc dù được hát vào những dịp như sinh nhật của nhà vua, lễ khai mạc Riksdag và lễ trao giải Nobel hàng năm, bài hát này không được coi là quốc ca Thụy Điển. Du gamla, Du fria là quốc ca de facto của Thụy Điển, nhưng chưa bao giờ được công nhận chính thức.
Lời bài hát được viết bởi Carl Vilmus August Strandberg và âm nhạc được sáng tác cho phần hợp xướng nam gồm bốn phần của Otto Lindblad. Kungssången đã thay thế bài quốc ca hoàng gia trước đó, Bevare Gud vår kung, được hát theo giai điệu của bài quốc ca hoàng gia Anh, Chúa phù hộ Nữ hoàng/Quốc vương (God save the Queen/King). Nó được trình diễn lần đầu tiên tại Lund vào ngày 5 tháng 12 năm 1844 tại một bữa tiệc do Đại học tổ chức để kỷ niệm sự gia nhập của vua Oscar I và được chính thức thông qua vào năm 1893.

## Lời
Ur svenska hjärtans djup en gång

En samfälld och en enkel sång,

Som går till kungen fram! 

Var honom trofast och hans ätt,

Gör kronan på hans hjässa lätt, 

Och all din tro till honom sätt, 

Du folk av frejdad stam!

O konung, folkets majestät 

Är även ditt: beskärma det 

Och värna det från fall! 

Stå oss all världens härar mot, 

Vi blinka ej för deras hot: 

Vi lägga dem inför din fot - 

En kunglig fotapall.

Men stundar ock vårt fall en dag, 

Från dina skuldror purpurn tag, 

Lyft av dig kronans tvång 

Och drag de kära färger på, 

Det gamla gula och det blå, 

Och med ett svärd i handen gå 

Till kamp och undergång!

Och grip vår sista fana du 

Och dristeliga för ännu 

I döden dina män! 

Ditt trogna folk med hjältemod 

Skall sömma av sitt bästa blod 

En kunglig purpur varm och god,

Och svepa dig i den.

Du himlens Herre, med oss var, 

Som förr du med oss varit har, 

Och liva på vår strand 

Det gamla lynnets art igen 

Hos sveakungen och hans män. 

Och låt din ande vila än 

Utöver nordanland!